# Irene di Spilimbergo
Irene di Spilimbergo, född 1538, död 1559, var en italiensk konstnär.
Hon var verksam som poet och målare.